# Kim jesteś przybyszu?
Kim jesteś przybyszu? (znany też jako Obcy, oryg. The Outsider) – amerykański western z 2002 roku na podstawie książki Penelope Williamson.

## Główne role
- Tim Daly – Johnny Gault
- Naomi Watts – Rebecca Yoder
- Keith Carradine – Noah Weaver
- David Carradine – Doktor Lucas Henry
- Thomas Curtis – Benjo Yoder
- Brett Tucker – Ben Yoder
- John Noble – Fergus Hunter
- Grant Piro – Woodrow Wharton
- Peter McCauley – Isaiah Miller
- Jason Clarke – Ray Childress
- Todd Leigh – Mose
- Aaron James Cash – Samuel Miller
- Simon Watts – Abram Miller
- Eamon Farren – Levi Miller
- Kim Knuckey – Szeryf Getts
- Mick Roughan – Jarvis Kennedy
- Kathryn Smith – Fannie Weaver

## Fabuła
Rebecca po śmierci męża sama wychowuje syna i zajmuje się hodowlą owiec. Pewnego dnia pod jej pojawia się ranny rewolwerowiec Johnny Gault. Wbrew postawie miejscowej ludności amiszów, udziela mu pomocy. Kobieta zaczyna się do niego przywiązywać. Ale wkrótce pojawią się czarne chmury.